# Lepe
Lepe je město ve španělském autonomním společenství Andalusie. Leží v rovinách na samém jihozápadě země v provincii Huelva, 20 km od hranice s Portugalskem a 8 km od pobřeží Atlantiku (k území obce Lepe patří i úsek pobřeží s několika kilometry pláží). S přibližně 29 tisíci obyvateli je po Huelvě druhým největším městem v provincii.
Původ atypického názvu je nejasný. Místo bylo osídleno už ve starověku. V době zámořských objevů odtud vyrazilo několik průzkumných výprav. Jednou z nemnoha místních pamětihodností je kamenná věž Torre del Catalán. Okolí Lepe je významné obrovskou produkcí jahod.
Železnice do Huelvy byla v roce 1987 zrušena a většina pozemků zastavěna. Počátkem 21. století byla poblíž vystavěna dálnice A-49.
Obyvatelé Lepe jsou ve Španělsku terčem mnoha vtipů.